# Controvérsia da saudação de Elon Musk

Musk repetindo a saudação antes de dizer: "Meu coração está com vocês".

Em 20 de janeiro de 2025, durante um comício em celebração à segunda posse do presidente dos Estados Unidos, Donald Trump, o empresário e figura política Elon Musk fez duas vezes uma saudação que alguns interpretaram como uma saudação nazista ou a saudação romana fascista.
Em sua própria rede social, o X (antigo Twitter), Musk rejeitou as acusações de simpatia pelo nazismo, ridicularizando-as como politizadas e classificando-as como um ataque "cansado". A Liga Antidifamação saiu em sua defesa, alegando que o gesto não tinha significado relevante, enquanto outras organizações judaicas o condenaram. Vários partidos políticos europeus pediram que Musk fosse proibido de entrar em seus países. Grupos neonazistas e supremacistas brancos celebraram as saudações.

## Inauguração, discurso e gestos
Em 20 de janeiro de 2025, Donald Trump tomou posse para seu segundo mandato após vencer a eleição presidencial dos Estados Unidos em 2024. Muitas pessoas foram convidadas para a cerimônia, incluindo Elon Musk. Musk teve um papel influente na campanha de Trump como seu segundo maior doador e foi nomeado para codirigir o Departamento de Eficiência Governamental durante o novo governo.
Após a posse, Musk participou de um comício comemorativo na Capital One Arena, em Washington, D.C., onde agradeceu aos presentes por votarem em Trump. Ele subiu ao palco animado, ergueu as mãos no ar e começou a dançar. Ao terminar, colocou a mão no peito e depois estendeu o braço acima da cabeça, com a palma voltada para baixo, fazendo um gesto de braço esticado. Em seguida, virou-se e repetiu o gesto para o público atrás dele. Depois disso, declarou: "Meu coração está com vocês. É graças a vocês que o futuro da civilização está garantido". A frase em inglês "meu coração está com você" costuma expressar tristeza ou simpatia por alguém, em vez de ser uma demonstração de gratidão.

## Reações

### Estados Unidos

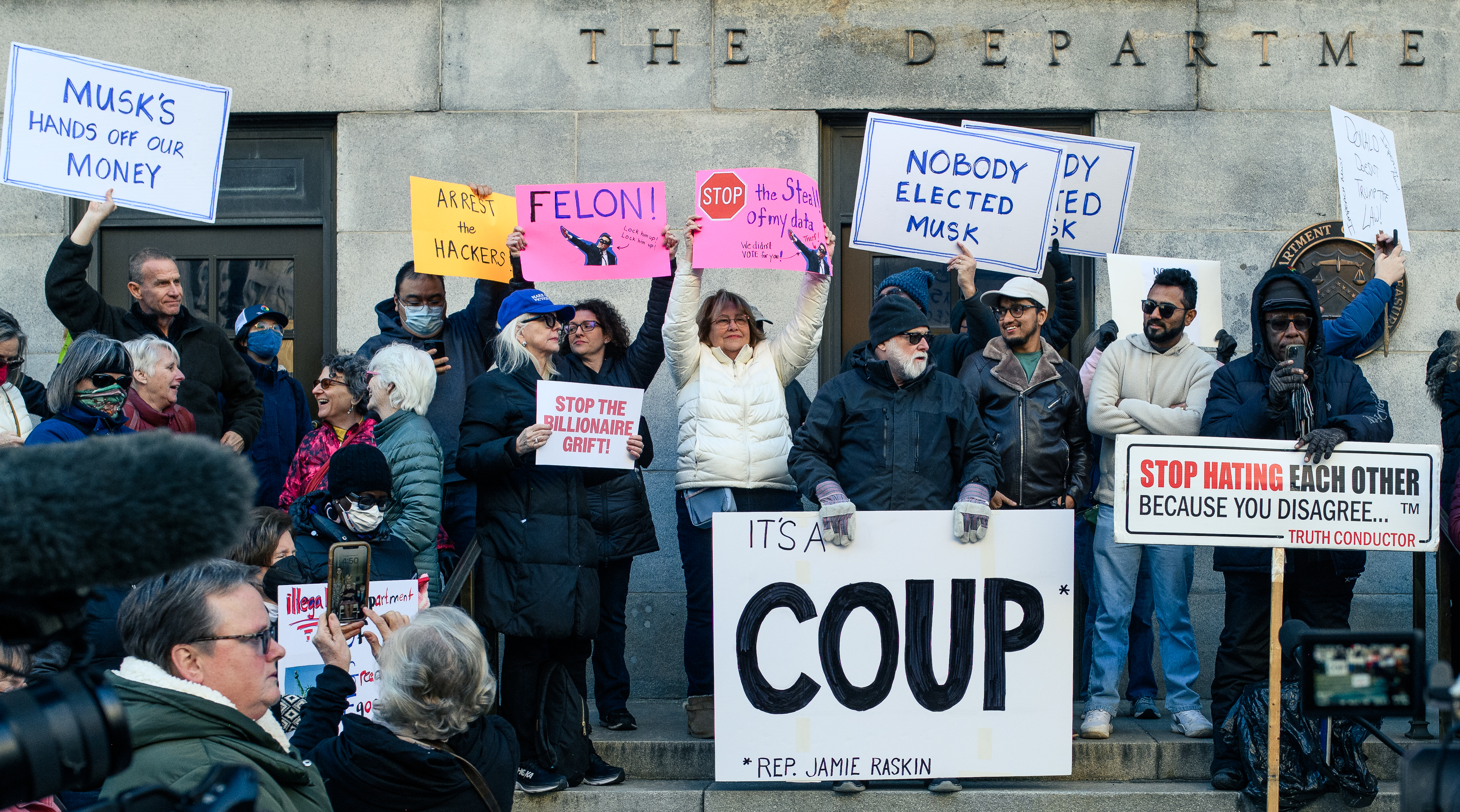
Protesto no Departamento do Tesouro; ao centro, duas mulheres seguram cartazes com o gesto de Musk, chamando-o de criminoso e ladrão.

O incidente rapidamente gerou comparações on-line com a saudação nazista. Durante a transmissão do comício, a âncora da CNN, Erin Burnett, descreveu a cena como "impressionante". Alguns comentaristas atribuíram o gesto ao autodiagnóstico de Musk de síndrome de Asperger. No entanto, Musk nunca recebeu um diagnóstico clínico de autismo ou síndrome de Asperger. Várias pessoas autistas e terapeutas entrevistados pelo jornalista James McNaney, do Belfast Telegraph, rejeitaram a ideia de que estar no espectro autista explicaria o gesto. Em um artigo para o The New York Times, Katrin Bennhold, chefe do escritório de Berlim, escreveu que o gesto "se parecia muito com a saudação usada na Alemanha e na Itália fascista", mas destacou que "um número impressionante de interpretações diferentes começou a circular", incluindo comparações com a saudação de Bellamy. Scott Jennings [en], estrategista político e colaborador da CNN, criticou os que acusaram Musk de fazer uma saudação nazista, afirmando que sofrem de "progressão da síndrome de perturbação de Trump" e chamando a controvérsia de teoria da conspiração.

Um manifestante em frente a um showroom da Tesla zombando de Elon Musk como um nazista

A Liga Antidifamação (ADL) saiu em defesa de Musk, afirmando no X: "Parece que Elon Musk fez um gesto estranho em um momento de entusiasmo, não uma saudação nazista." No entanto, o ex-diretor da ADL, Abraham Foxman [en], classificou o gesto como uma "saudação nazista Heil Hitler". Aaron Astor, professor de história no Maryville College do Tennessee, apoiou a posição da ADL no X, dizendo que "não era uma saudação nazista". O Southern Poverty Law Center, uma organização sem fins lucrativos especializada em direitos civis, chamou o gesto de "aparente saudação nazista" e destacou que provocou uma "tempestade de controvérsia". Vários acadêmicos especialistas em extremismo concordaram em descrevê-lo como uma saudação nazista. O Instituto Lemkin para Prevenção de Genocídio [en], por sua vez, emitiu um alerta vermelho para o risco de genocídio nos Estados Unidos.
O congressista democrata e judeu Jerry Nadler [en], de Manhattan, classificou o gesto como antissemita. Alexandria Ocasio-Cortez, também democrata, condenou Musk e o acusou de nazismo. A congressista republicana Marjorie Taylor Greene saiu em defesa de Musk, acusando a imprensa de mentir sobre ele e espalhar "propaganda para servir ao Partido Democrata". A republicana Elise Stefanik, indicada por Trump para ser embaixadora dos Estados Unidos na ONU, também defendeu Musk durante sua audiência de confirmação.
O programa Saturday Night Live satirizou o episódio em seu cold open e no quadro Weekend Update, com James Austin Johnson [en] (como Trump) e Michael Che.

### Internacional
Benjamin Netanyahu, primeiro-ministro de Israel, defendeu Musk no X, afirmando que ele "está sendo falsamente difamado" e chamando-o de "um grande amigo de Israel". Após o discurso de Musk, Andrea Stroppa, seu representante na Itália, postou uma imagem dele no X com a legenda: "O Império Romano está de volta, começando com a saudação romana." Mais tarde, ele removeu a postagem, alegando que Musk "é autista" e que estava apenas expressando seus sentimentos, sem imitar o fascismo. A organização juvenil italiana Cambiare Rotta pendurou um boneco de Musk de cabeça para baixo na Piazzale Loreto, em Milão, local onde o corpo de Mussolini foi exposto dessa forma após sua execução na Segunda Guerra Mundial. O jornalista italiano Roberto Saviano atacou Musk em uma publicação no Facebook, afirmando: "O fim de tudo isso será violento. Sua queda será como a daqueles a quem historicamente se refere com esse gesto. Musk cairá pelas mãos daqueles que agora incita, alimentados pela mesma violência que pratica."
O partido alemão A Esquerda pediu que Musk fosse proibido de entrar na Alemanha, citando tanto o gesto quanto seu apoio ao partido de extrema-direita Alternativa para a Alemanha (AfD) e sua interferência na política europeia. O Partido Verde da Áustria fez um apelo semelhante. O político verde austríaco Lukas Hammer [en] pediu que os Ministérios do Interior e das Relações Exteriores considerassem negar a entrada de Musk no país. Questionado sobre o incidente, o chanceler alemão Olaf Scholz afirmou que a Europa não aceitará apoio a posições de extrema-direita. Musk reagiu aos comentários zombando de Scholz no X.
O grupo ativista britânico anti-Brexit, Led By Donkeys [en], projetou uma imagem do gesto de Musk na Giga Berlin com a frase "Heil Tesla" e a utilizou em um vídeo no YouTube sobre suas opiniões políticas. Posteriormente, a polícia alemã abriu uma investigação sobre a projeção, alegando possível violação das leis do país sobre símbolos ligados a organizações ilegais.
Yolanda Díaz, ministra do Trabalho da Espanha, anunciou que deixaria de usar X em resposta ao gesto, acusando Musk de transformar a plataforma em um "mecanismo de propaganda". Alexander Lukashenko, presidente da Bielorrússia, condenou Musk, afirmando: "Eles não podem dizer nada para justificar isso. Esta é uma saudação nazista aberta, os americanos e o senhor Musk simplesmente levaram isso longe demais". Ele também questionou: "Por que subir no palco e fazer a saudação de Hitler diante de milhões de pessoas? Isso ajuda alguém? Nós, junto com os americanos, lutamos contra isso. É uma loucura". Já o presidente da Argentina, Javier Milei, defendeu Musk durante o Fórum Econômico Mundial em Davos. Ele afirmou que seu "querido amigo Musk" foi "injustamente vilipendiado pelo 'wokeísmo' por um gesto inocente que apenas expressava sua gratidão ao povo". Também criticou o evento, dizendo que "fóruns como este têm sido protagonistas e promotores da agenda sinistra do 'wokeísmo', que está causando tantos danos ao Ocidente".

### Grupos judaicos e sobreviventes do Holocausto
Amy Spitalnick, CEO do Conselho Judaico para Assuntos Públicos [en], argumentou que as ações de Musk poderiam dar aos extremistas "licença" para agir de acordo com suas ideologias violentas, devido a sua posição como figura pública proeminente. Ela afirmou que a saudação não é um gesto trivial ou ambíguo, mas parte de um padrão preocupante no comportamento público de Musk. Por exemplo, Musk já havia endossado uma publicação no X, em novembro de 2023, que alegava que os judeus promovem "ódio contra os brancos" e apoiam a imigração de "hordas de minorias". Além disso, seu apoio ao partido de extrema-direita alemão AfD levantou preocupações sobre seu papel na normalização de visões antissemitas e extremistas. Para Spitalnick, o comportamento de Musk, incluindo a saudação, deve ser visto como parte de um esforço mais amplo para legitimar símbolos e ideologias fascistas, tornando comunidades marginalizadas, especialmente os judeus, menos seguras.
Michel Friedman [en], publicitário franco-alemão e ex-vice-presidente do Conselho Central de Judeus na Alemanha [en], descreveu os gestos de Musk como uma "vergonha" e afirmou que ele demonstrou que um "ponto perigoso para todo o mundo livre" havia sido alcançado. No Canadá, o sobrevivente do Holocausto David Moskovic declarou que ficou alarmado com a saudação de Musk. Uma coalizão de organizações judaicas nos Estados Unidos e no Canadá anunciou que abandonaria o X em resposta ao incidente.
No mesmo dia da saudação, 20 de janeiro de 2025, pouco antes do Dia Internacional da Memória do Holocausto, Musk discursou por videoconferência a um comício da AfD. Durante sua fala, afirmou que há "muito foco na culpa do passado", sugerindo que crianças não devem ser responsabilizadas pelos atos de seus ancestrais e alertando contra a "diluição" do povo alemão pelo multiculturalismo. Segundo o The New York Times, seus comentários representaram "um esforço aparente para apagar a longa sombra dos nazistas, que influenciou gerações de alemães a colocar partidos políticos extremistas em quarentena da vida pública".

### Figuras e movimentos neonazistas e nacionalistas brancos
Várias figuras neonazistas e nacionalistas brancos expressaram apoio aos gestos de Musk. Christopher Pohlhaus, líder do grupo neonazista Blood Tribe [en], postou no Telegram: "Não me importo se isso foi um erro. Vou aproveitar as lágrimas por isso." Andrew Torba [en], fundador da plataforma de mídia social de extrema-direita Gab, comentou: "Coisas incríveis já estão acontecendo lmao."
Uma unidade local dos Proud Boys compartilhou um clipe do vídeo de Musk em seu canal do Telegram com a legenda: "Salve Trump!" O movimento supremacista branco White Lives Matter [en] também reagiu no Telegram, escrevendo: "Obrigado por (às vezes) nos ouvir, Elon. A Chama Branca se erguerá novamente!" Thomas Sewell [en], um neonazista australiano, descreveu o gesto de Musk como um "momento Donald Trump White Power". Nick Fuentes, fundador do grupo nacionalista branco Groypers, afirmou que o gesto era "direto como o 'Sieg Heil', como amar a energia de Hitler".
No mês seguinte ao incidente, o rapper Kanye West publicou uma série de postagens no Twitter com comentários antissemitas e pró-nazistas, incluindo uma imagem do gesto de Musk com a legenda "heil Elon" em letras maiúsculas. West também escreveu: "Elon roubou meu estilo nazista na inauguração."

### Reações nas redes sociais
Muitos usuários do X criticaram o gesto, alegando que se assemelhava a uma saudação nazista. Em resposta, várias contas publicaram imagens de Barack Obama, Kamala Harris, Hillary Clinton e Elizabeth Warren com um braço estendido, comparando-os ao gesto de Musk. Uma postagem do perfil "Libs of TikTok" alcançou mais de 100 milhões de visualizações. No entanto, a Newsweek classificou essas imagens como "enganosas", pois o contexto original dos gestos foi removido.
No Reddit, diversos subreddits importantes passaram a proibir links e capturas de tela de postagens do X após o incidente.
Sam Kuffel, meteorologista da CBS 58 [en] em Milwaukee, foi demitida após criticar o gesto em duas postagens no Instagram.

### Família de Musk
A filha afastada de Musk, Vivian Wilson, comentou sobre o gesto em uma publicação no Threads, afirmando na plataforma Threads do Instagram em 21 de janeiro: "Vou apenas dizer: vamos chamar as coisas pelo seu nome." Por outro lado, o pai de Musk, Errol, e sua irmã, Tosca, saíram em sua defesa. Errol classificou as acusações contra Musk como "absolutamente absurdas" e "lixo".

## Reação de Musk
Elon Musk respondeu às críticas sobre sua suposta saudação no dia 21 de janeiro, em sua conta no X, chamando os meios de comunicação que o criticavam de tendenciosos. Ele escreveu que "a mídia tradicional é pura propaganda", que "eles precisam de truques sujos melhores" e que "o ataque 'todo mundo é Hitler' é tããão cansado". Depois que os gestos foram descritos como uma "saudação nazista" na sua página da Wikipédia, Musk reiterou suas críticas anteriores ao site, pedindo pelo "desfinanciamento" da Wikipédia.
Em 23 de janeiro, três dias após o incidente, Musk fez uma série de trocadilhos com temática nazista nas redes sociais como resposta à controvérsia, que a Liga Antidifamação, após defender seu comportamento anteriormente, considerou "ofensivos" e "inapropriados". O jornal norte-americano The Hill relatou que ele usou esses trocadilhos "para provocar aqueles que o acusaram de fazer uma saudação fascista".
Em 29 de janeiro, Musk afirmou que processaria Tim Walz, governador de Minnesota, por acusá-lo de fazer saudações nazistas. Ele também mencionou que planejava processar os meios de comunicação que chamavam o gesto de saudação nazista. De acordo com os advogados de Musk, eles estavam prontos para entrar com uma ação por difamação, buscando indenização pelas declarações que alegavam serem enganosas e prejudiciais.

## Incidentes imitadores
O comentarista político britânico Calvin Robinson [en] fez um discurso na Cúpula Nacional Pró-Vida em Washington, D.C., que concluiu dizendo "meu coração está com vocês" e realizando um gesto que foi descrito como uma "saudação pró-nazista", em uma declaração divulgada pela Igreja Católica Anglicana (ACC). A suposta saudação nazista foi vista como uma imitação das ações de Musk. A igreja anunciou que a licença de Robinson havia sido revogada e que ele não era mais um padre da ACC. Toda a equipe editorial de seu site de notícias sobre jogos, God is a Geek, renunciou em protesto.
Laura Smith, supervisora de Towamencin Township [en], na Pensilvânia, renunciou após postar um vídeo no TikTok, em que parecia imitar o gesto de Musk. Mais tarde, ela apagou o vídeo.
A agente imobiliária Yessica Garza de San Antonio fez um vídeo nas redes sociais imitando a saudação de Musk e dizendo: "Meu coração está com vocês". Seu empregador, RD Realty Group, a demitiu e se referiu ao gesto como "ofensivo".
Thomas Hill, CEO de uma empresa de construção de Idaho, pediu desculpas e renunciou após fazer a saudação durante uma encenação em um evento da empresa. Ele afirmou que sua performance foi uma "tentativa de humor e paródia", destinada a "imitar Donald Trump e Elon Musk", e que "rejeitou qualquer associação com grupos de ódio".
Steve Bannon, ex-estrategista-chefe de Donald Trump, e Eduardo Verástegui, ator e candidato presidencial mexicano, também pareceram reproduzir a saudação de Musk durante seus discursos no Conservative Political Action Conference de 2025, arrancando aplausos do público. Ao contrário de Musk e Verástegui, Bannon não colocou a mão no coração nem disse "meu coração está com vocês".